# Reincidentes (álbum)
Reincidentes es el álbum debut de la banda de rock española Reincidentes, lanzado en 1989. Autoeditado bajo el sello Discos Trilita con apenas 1000 copias puestas en circulación, el posterior éxito del grupo hizo que más tarde fuese reeditado por Discos Suicidas.

## Lista de canciones
1. "No pasarán"
2. "Arma blanca"
3. "Andalucía entera"
4. "Consume, carroña, consume"
5. "En esta puta ciudad"
6. "Dejad que el Papa se acerque a mí"
7. "Living on a bucaro"
8. "Alegremente me encamino hacia la tumba"
9. "Esa nueva oligarquía"
10. "¡Viva España!"
11. "Sin ayuda"
12. "Yaveh se esconde entre las rejas"
13. "Sólo queda esperar"
14. "Vorvoya ¡Premio!"